# Uffing am Staffelsee
Uffing am Staffelsee (eller: Uffing a.Staffelsee) er en kommune i Landkreis Garmisch-Partenkirchen i Regierungsbezirk Oberbayern i den tyske delstat Bayern.

## Geografi
Kommunen med landsbyerne Uffing og Schöffau, ligger i Bayerske Voralpenland, 70 km syd for delstatshovedstaden München i 666 meters højde. Den strækker sig over et areal på 43 km², hvoraf 23 km² er dyrket areal, 19 km² skov og 2 km² våd- og rekreationsområder